# Walter C. Williams
Pour les articles homonymes, voir Williams.
Walter Charles Williams (né le 30 juillet 1919 à La Nouvelle-Orléans et mort le 7 octobre 1995 à Tarzana) est un ingénieur américain.
Il est le chef du groupe du National Advisory Committee for Aeronautics (NACA) à la base aérienne Edwards dans les années 1940 et 1950.
Il est aussi administrateur adjoint adjoint de la National Aeronautics and Space Administration (NASA) pendant le programme Mercury.

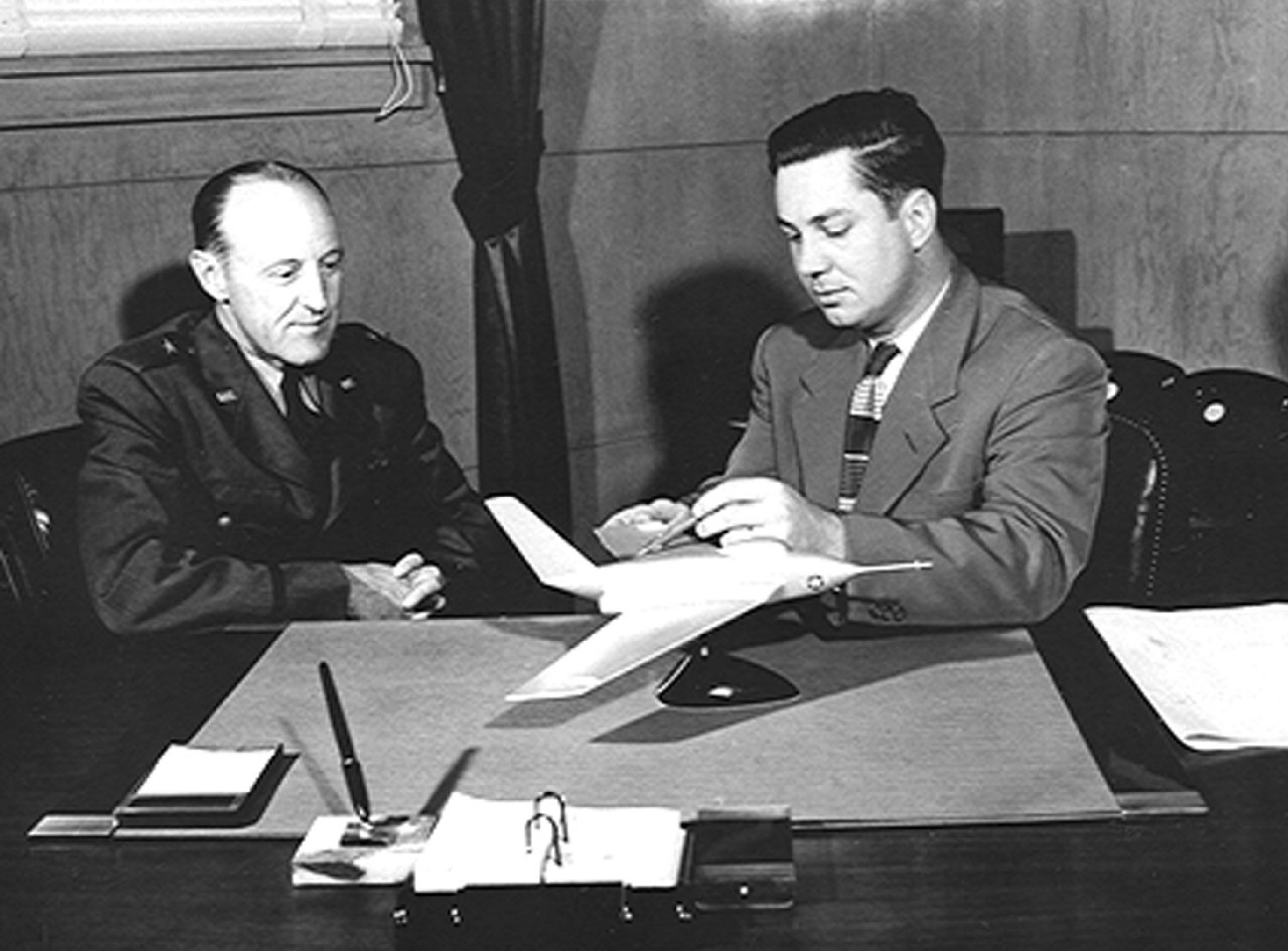
Walter C. Williams (droite) avec une maquette du Northrop X-4 Bantam, aux côtés d'Albert Boyd.